# ميخائيل ستون
ميخائيل ستون هو لاعب هوكي الجليد كندي، ولد في 7 يونيو 1990 في وينيبيغ في كندا.

## وصلات خارجية
- ميخائيل ستون على موقع دوري الهوكي الوطني (الإنجليزية)
- ميخائيل ستون على موقع EliteProspects.com (الإنجليزية)
- ميخائيل ستون على موقع Eurohockey.com (الإنجليزية)
- ميخائيل ستون على موقع HockeyDB.com (الإنجليزية)
- ميخائيل ستون على موقع Hockey-Reference.com (الإنجليزية)